# John H. Collins (regisseur)
John H. Collins (New York, 31 december 1889 - aldaar, 31 oktober 1918) was een Amerikaans scenarioschrijver en regisseur uit het tijdperk van de stomme film.

## Biografie
Collins werd geboren in New York op 31 december 1889. Tijdens zijn carrière, die begon in 1914, regisseerde hij meer dan 40 speelfilms en kortfilms en schreef hij het scenario voor meer dan een dozijn andere speelfilms.
Zijn film The Girl Without a Soul uit 1917 werd door het National Film Registry geselecteerd om te worden bewaard door de Library of Congress.
In 1915 trouwde hij met filmactrice Viola Dana. Zijn carrière kwam vroegtijdig ten einde toen hij op 31 oktober 1918 op 28-jarige leeftijd overleed aan de Spaanse griep. Zijn laatste producties werden postuum vertoond in 1919.